# نیروهای آمبرلا
امبرلا کورپس عنوان یک بازی ویدئویی از مجموعه بازی‌های رزیدنت ایول است که در سال ۲۰۱۶ برای کنسول پلی‌استیشن ۴ و مایکروسافت ویندوز عرضه شد.

## داستان
اتفاقات این بازی بعد از رزیدنت ایول ۶ رقم می‌خورد. این بازی یک بازی آنلاین و رقابتی است.